# Wolverhampton Wanderers Football Club 2023-2024
Questa voce raccoglie le informazioni riguardanti il Wolverhampton Wanderers Football Club nelle competizioni ufficiali della stagione 2023-2024.

## Stagione
Questa stagione è la sesta stagione consecutiva in Premier League per il Wolverhampton. Oltre alla partecipazione in Premier League, il Wolverhampton prenderà parte alla FA Cup ed alla EFL Cup.

## Maglie e sponsor
Il fornitore tecnico per la stagione 2023-2024 è Castore, mentre lo sponsor ufficiale è AstroPay.
|  | Casa | Trasferta |

## Rosa
Aggiornata al 5 febbraio 2024

 In corsivo i calciatori ceduti durante la stagione 
| N. |                          | Ruolo | Calciatore      |
| -- | ------------------------ | ----- | --------------- |
| 1  | Portogallo (bandiera)    | P     | José Sá         |
| 2  | Irlanda (bandiera)       | D     | Matt Doherty    |
| 3  | Algeria (bandiera)       | D     | Rayan Aït-Nouri |
| 4  | Uruguay (bandiera)       | D     | Santiago Bueno  |
| 5  | Gabon (bandiera)         | C     | Mario Lemina    |
| 6  | Mali (bandiera)          | C     | Boubacar Traoré |
| 7  | Portogallo (bandiera)    | C     | Pedro Neto      |
| 8  | Brasile (bandiera)       | C     | João Gomes      |
| 9  | Portogallo (bandiera)    | A     | Fábio Silva     |
| 11 | Corea del Sud (bandiera) | A     | Hwang Hee-chan  |
| 12 | Brasile (bandiera)       | A     | Matheus Cunha   |
| 14 | Francia (bandiera)       | C     | Noha Lemina     |
| 15 | Inghilterra (bandiera)   | D     | Craig Dawson    |
| 17 | Spagna (bandiera)        | D     | Hugo Bueno      |
| 18 | Austria (bandiera)       | A     | Saša Kalajdžić  |
| 19 | Spagna (bandiera)        | D     | Jonny           |

| N. |                        | Ruolo | Calciatore             |
| -- | ---------------------- | ----- | ---------------------- |
| 20 | Inghilterra (bandiera) | C     | Tommy Doyle            |
| 21 | Spagna (bandiera)      | A     | Pablo Sarabia          |
| 22 | Portogallo (bandiera)  | D     | Nélson Semedo          |
| 23 | Inghilterra (bandiera) | D     | Max Kilman (capitano)  |
| 24 | Portogallo (bandiera)  | D     | Toti                   |
| 25 | Inghilterra (bandiera) | P     | Daniel Bentley         |
| 27 | Portogallo (bandiera)  | C     | Matheus Nunes          |
| 27 | Francia (bandiera)     | C     | Jean-Ricner Bellegarde |
| 28 | Portogallo (bandiera)  | C     | Bruno Jordão           |
| 30 | Paraguay (bandiera)    | A     | Enso González          |
| 32 | Irlanda (bandiera)     | C     | Joe Hodge              |
| 40 | Galles (bandiera)      | P     | Tom King               |
| 42 | Inghilterra (bandiera) | C     | Harvey Griffiths       |
| 46 | Inghilterra (bandiera) | D     | Alfie Pond             |
| 62 | Zimbabwe (bandiera)    | C     | Tawanda Chirewa        |
| 63 | Irlanda (bandiera)     | A     | Nathan Fraser          |

## Calciomercato

### Sessione estiva(dall'1/7 al 1/9)
| Acquisti         | Acquisti               | Acquisti         | Acquisti                  |
| R.               | Nome                   | da               | Modalità                  |
| ---------------- | ---------------------- | ---------------- | ------------------------- |
| A                | Matheus Cunha          | Atlético Madrid  | definitivo (50 milioni €) |
| C                | Jean-Ricner Bellegarde | Strasburgo       | definitivo (15 milioni €) |
| D                | Santiago Bueno         | Girona           | definitivo (12 milioni €) |
| C                | Boubacar Traoré        | Metz             | definitivo (11 milioni €) |
| A                | Enso González          | Libertad         | definitivo (6 milioni €)  |
| D                | Matt Doherty           | Atlético Madrid  | gratuito                  |
| P                | Tom King               | Northampton Town | gratuito                  |
| C                | Tommy Doyle            | Northampton Town | gratuito                  |
| Altre operazioni |                        |                  |                           |
| R.               | Nome                   | da               | Modalità                  |
| A                | Gonçalo Guedes         | Benfica          | fine prestito             |
| A                | Fábio Silva            | PSV              | fine prestito             |
| D                | Conor Coady            | Everton          | fine prestito             |
| C                | Hayao Kawabe           | Grasshoppers     | fine prestito             |
| D                | Bendegúz Bolla         | Grasshoppers     | fine prestito             |
| D                | Chiquinho              | Stoke City       | fine prestito             |
| C                | Bruno Jordão           | Santa Clara      | fine prestito             |

| Cessioni         | Cessioni        | Cessioni        | Cessioni                     |
| R.               | Nome            | a               | Modalità                     |
| ---------------- | --------------- | --------------- | ---------------------------- |
| C                | Matheus Nunes   | Manchester City | definitivo (62 milioni €)    |
| C                | Rúben Neves     | Al-Hilal        | definitivo (55 milioni €)    |
| D                | Nathan Collins  | Brentford       | definitivo (26,85 milioni €) |
| D                | Conor Coady     | Leicester City  | definitivo (8,7 milioni €)   |
| A                | Raúl Jiménez    | Fulham          | definitivo (6,4 milioni €)   |
| D                | Ryan Giles      | Luton Town      | definitivo (5,85 milioni €)  |
| A                | Daniel Podence  | Olympiacos      | prestito (1,5 milioni €)     |
| C                | Hayao Kawabe    | Standard Liegi  | definitivo (1,5 milioni €)   |
| P                | Matija Šarkić   | Millwall        | definitivo (1,4 milioni €)   |
| A                | Adama Traoré    | Fulham          | gratuito                     |
| A                | Diego Costa     | Botafogo        | gratuito                     |
| C                | João Moutinho   | Braga           | gratuito                     |
| A                | Gonçalo Guedes  | Benfica         | prestito                     |
| D                | Ki-Jana Hoever  | Stoke City      | prestito                     |
| C                | Luke Cundle     | Plymouth        | prestito                     |
| D                | Bendegúz Bolla  | Servette        | prestito                     |
| A                | Chiquinho       | Famalicão       | prestito                     |
| C                | Chem Campbell   | Charlton        | prestito                     |
| P                | Louie Moulden   | Rochdale        | prestito                     |
| Altre operazioni |                 |                 |                              |
| R.               | Nome            | a               | Modalità                     |
| A                | Matheus Cunha   | Atlético Madrid | fine prestito                |
| C                | Boubacar Traoré | Metz            | fine prestito                |

### Sessione invernale(dal 2/1 al 31/1)
| Acquisti         | Acquisti        | Acquisti            | Acquisti      |
| R.               | Nome            | da                  | Modalità      |
| ---------------- | --------------- | ------------------- | ------------- |
| D                | Yerson Mosquera | FC Cincinnati       | fine prestito |
| C                | Noha Lemina     | Paris Saint-Germain | prestito      |
| Altre operazioni |                 |                     |               |
| R.               | Nome            | da                  | Modalità      |
| C                | Luke Cundle     | Plymouth            | fine prestito |
| A                | Gonçalo Guedes  | Benfica             | fine prestito |

| Cessioni         | Cessioni        | Cessioni              | Cessioni      |
| R.               | Nome            | a                     | Modalità      |
| ---------------- | --------------- | --------------------- | ------------- |
| A                | Saša Kalajdžić  | Eintracht Francoforte | prestito      |
| A                | Fábio Silva     | Rangers               | prestito      |
| C                | Luke Cundle     | Stoke City            | prestito      |
| A                | Gonçalo Guedes  | Villarreal            | prestito      |
| D                | Jonny           |                       | svincolato    |
| C                | Joe Hodge       | QPR                   | prestito      |
| Altre operazioni |                 |                       |               |
| R.               | Nome            | a                     | Modalità      |
| D                | Yerson Mosquera | Villarreal            | fine prestito |
| C                | Bruno Jordão    |                       | svincolato    |

## Risultati

### Premier League

#### Girone di andata
| Arbitro: | Hooper |

|            |           |  |
| Varane 76’ | Marcatori |  |

| Arbitro: | Madley |

|           |           |                                         |
| Hwang 61’ | Marcatori | 15’ Mitoma 46’ Estupiñán 51’, 55’ March |

| Arbitro: | Pawson |

|  |           |               |
|  | Marcatori | 87’ Kalajdžić |

| Arbitro: | R. Jones |

|                          |           |                       |
| Édouard 56’, 84’ Eze 78’ | Marcatori | 65’ Hwang 90+6’ Cunha |

| Arbitro: | Oliver |

|          |           |                                            |
| Hwang 7’ | Marcatori | 55’ Gakpo 85’ Robertson 90+1’ (aut.) Bueno |

| Arbitro: | Josh Smith |

|            |           |                |
| Morris 65’ | Marcatori | 50’ Pedro Neto |

| Arbitro: | Pawson |

|                           |           |             |
| Dias 13’ (aut.) Hwang 66’ | Marcatori | 58’ Álvarez |

| Arbitro: | R. Jones |

|           |           |               |
| Hwang 53’ | Marcatori | 55’ P. Torres |

| Arbitro: | Tierney |

|             |           |                         |
| Solanke 17’ | Marcatori | 47’ Cunha 88’ Kalajdžić |

| Arbitro: | Taylor |

|                         |           |                          |
| M. Lemina 36’ Hwang 71’ | Marcatori | 22’, 45+4’ (rig.) Wilson |

| Arbitro: | R. Jones |

|                           |           |                |
| Archer 72’ Norwood 90+10’ | Marcatori | 89’ Bellegarde |

| Arbitro: | Robinson |

|                               |           |               |
| Sarabia 90+1’ M. Lemina 90+7’ | Marcatori | 3’ B. Johnson |

| Arbitro: | Salisbury |

|                                           |           |                     |
| Iwobi 7’ Willian 59’ (rig.), 90+4’ (rig.) | Marcatori | 22’ Cunha 75’ Hwang |

| Arbitro: | Bankes |

|                      |           |           |
| Saka 6’ Ødegaard 13’ | Marcatori | 86’ Cunha |

| Arbitro: | Gillett |

|           |           |  |
| Hwang 42’ | Marcatori |  |

| Arbitro: | Barrott |

|           |           |             |
| Cunha 32’ | Marcatori | 14’ Toffolo |

| Arbitro: | Kavanagh |

|                          |           |  |
| Kudus 22’, 32’ Bowen 74’ | Marcatori |  |

| Arbitro: | Coote |

|                             |           |              |
| M. Lemina 51’ Doherty 90+3’ | Marcatori | 90+6’ Nkunku |

| Arbitro: | Madley |

|           |           |                                             |
| Wissa 16’ | Marcatori | 13’ M. Lemina 14’, 28’ Hwang 79’ Bellegarde |

#### Girone di ritorno
| Arbitro: | Bramall |

|                                 |           |  |
| Kilman 25’ Cunha 53’ Dawson 61’ | Marcatori |  |

| Brighton 22 gennaio 2024, ore 19:45 WET 21ª giornata | Brighton | 0 – 0 referto | Wolverhampton | AMEX Stadium (31 505 spett.)\| Arbitro: \| Pawson \| |
| Arbitro:                                             | Pawson   |               |               |                                                      |

| Arbitro: | Gillett |

|                                          |           |                                                    |
| Sarabia 71’ (rig.) Kilman 85’ Neto 90+5’ | Marcatori | 5’ Rashford 22’ Højlund 75’ McTominay 90+7’ Mainoo |

| Arbitro: | Robinson |

|                             |           |                                              |
| Palmer 19’ Thiago Silva 86’ | Marcatori | 22’, 63’, 82’ (rig.) Cunha 43’ (aut.) Disasi |

| Arbitro: | Hooper |

|  |           |                        |
|  | Marcatori | 35’ Nørgaard 77’ Toney |

| Arbitro: | Taylor |

|                |           |                     |
| Kulusevski 46’ | Marcatori | 42’, 63’ João Gomes |

| Arbitro: | Bond |

|             |           |  |
| Sarabia 30’ | Marcatori |  |

| Arbitro: | Robinson |

|                                      |           |  |
| Isak 14’ Gordon 33’ Livramento 90+2’ | Marcatori |  |

| Arbitro: | Harrington |

|                                  |           |             |
| Aït-Nouri 52’ Cairney 67’ (aut.) | Marcatori | 90+8’ Iwobi |

| Arbitro: | Attwell |

|  |           |             |
|  | Marcatori | 37’ Semenyo |

| Arbitro: | Tierney |

|                     |           |  |
| Diaby 36’ Konsa 65’ | Marcatori |  |

| Arbitro: | Bramall |

|                  |           |                 |
| Bruun Larsen 37’ | Marcatori | 45+3’ Aït-Nouri |

| Arbitro: | Harrington |

|                    |           |                                    |
| Sarabia 33’ (rig.) | Marcatori | 72’ (rig.) Paquetá 84’ Ward-Prowse |

| Arbitro: | Pawson |

|                              |           |                |
| Gibbs-White 45+1’ Danilo 57’ | Marcatori | 40’, 62’ Cunha |

| Arbitro: | Tierney |

|  |           |                             |
|  | Marcatori | 45’ Trossard 90+5’ Ødegaard |

| Arbitro: | Coote |

|                    |           |            |
| Hwang 39’ Toti 50’ | Marcatori | 80’ Morris |

| Arbitro: | Dawson |

|                                                        |           |           |
| Haaland 12’ (rig.), 35’, 45+3’ (rig.), 54’ Álvarez 85’ | Marcatori | 53’ Hwang |

| Arbitro: | Bramall |

|           |           |                              |
| Cunha 66’ | Marcatori | 26’ Olise 28’ Mateta 73’ Eze |

| Arbitro: | Kavanagh |

|                              |           |  |
| Mac Allister 34’ Quansah 40’ | Marcatori |  |

### FA Cup

#### Terzo turno
| Arbitro: | Harrington |

|            |           |           |
| Maupay 41’ | Marcatori | 64’ Doyle |

| Arbitro: | Madley |

|                                    |           |                        |
| Semedo 36’ Fraser 72’ Cunha 105+5’ | Marcatori | 13’ Collins 52’ Maupay |

#### Quarto turno
| Arbitro: | Bramall |

|  |           |                    |
|  | Marcatori | 38’ Neto 78’ Cunha |

#### Quinto turno
| Arbitro: | Madley |

|              |           |  |
| M. Lemina 2’ | Marcatori |  |

#### Quarti di finale
| Arbitro: | Barrott |

|                            |           |                                |
| Aït-Nouri 83’ H. Bueno 88’ | Marcatori | 53’, 90+7’ Simms 90+10’ Wright |

### EFL Cup
| Arbitro: | Jarred Gillett |

|                                                           |           |  |
| Kalajdžić 10’ Fábio Silva 25’ Doherty 60’, 66’ Fraser 84’ | Marcatori |  |

| Arbitro: | Samuel Barrott |

|                                      |           |                   |
| Hutchinson 28’ Ladapo 39’ Taylor 58’ | Marcatori | 4’ Hwang 15’ Toti |

## Statistiche finali

### Statistiche di squadra
| Competizione   | Punti | In casa | In casa | In casa | In casa | In casa | In casa | In trasferta | In trasferta | In trasferta | In trasferta | In trasferta | In trasferta | Totale | Totale | Totale | Totale | Totale | Totale | DR  |
| Competizione   | Punti | G       | V       | N       | P       | Gf      | Gs      | G            | V            | N            | P            | Gf           | Gs           | G      | V      | N      | P      | Gf     | Gs     | DR  |
| -------------- | ----- | ------- | ------- | ------- | ------- | ------- | ------- | ------------ | ------------ | ------------ | ------------ | ------------ | ------------ | ------ | ------ | ------ | ------ | ------ | ------ | --- |
| Premier League | 46    | 19      | 9       | 3       | 7       | 26      | 29      | 19           | 5            | 4            | 10           | 24           | 35           | 38     | 13     | 7      | 18     | 50     | 65     | -15 |
| FA Cup         | -     | 3       | 2       | 0       | 1       | 6       | 5       | 2            | 1            | 1            | 0            | 3            | 1            | 5      | 3      | 1      | 1      | 9      | 6      | +3  |
| League Cup     | -     | 1       | 1       | 0       | 0       | 5       | 0       | 1            | 0            | 0            | 1            | 2            | 3            | 2      | 1      | 0      | 1      | 7      | 3      | +4  |
| Totale         | -     | 23      | 12      | 3       | 8       | 37      | 35      | 22           | 6            | 5            | 11           | 29           | 39           | 45     | 17     | 8      | 20     | 66     | 74     | -8  |

### Andamento in campionato
| Giornata  | 1  | 2  | 3  | 4  | 5  | 6  | 7  | 8  | 9  | 10 | 11 | 12 | 13 | 14 | 15 | 16 | 17 | 18 | 19 | 20 | 21 | 22 | 23 | 24 | 25 | 26 | 27 | 28 | 29 | 30 | 31 | 32 | 33 | 34 | 35 | 36 | 37 | 38 |
| --------- | -- | -- | -- | -- | -- | -- | -- | -- | -- | -- | -- | -- | -- | -- | -- | -- | -- | -- | -- | -- | -- | -- | -- | -- | -- | -- | -- | -- | -- | -- | -- | -- | -- | -- | -- | -- | -- | -- |
| Luogo     | T  | C  | T  | T  | C  | T  | C  | T  | T  | C  | T  | C  | T  | T  | C  | C  | T  | C  | T  | C  | T  | C  | T  | C  | T  | C  | T  | C  | C  | T  | T  | C  | T  | C  | C  | T  | C  | T  |
| Risultato | P  | P  | V  | P  | P  | N  | V  | N  | V  | N  | P  | V  | P  | P  | V  | N  | P  | V  | V  | V  | N  | P  | V  | P  | V  | V  | P  | V  | P  | P  | N  | P  | N  | P  | V  | P  | P  | P  |
| Posizione | 17 | 19 | 15 | 15 | 16 | 16 | 14 | 14 | 12 | 12 | 13 | 12 | 12 | 13 | 12 | 13 | 13 | 11 | 11 | 11 | 11 | 11 | 10 | 11 | 11 | 9  | 10 | 9  |    | 10 | 11 | 11 | 11 | 11 | 11 | 12 | 13 | 14 |

Legenda:

Luogo: C = Casa; T = Trasferta. Risultato: V = Vittoria; N = Pareggio; P = Sconfitta.

### Statistiche dei giocatori
Sono in corsivo i calciatori che hanno lasciato la società a stagione in corso.
| Giocatore     | Premier League | Premier League | Premier League | Premier League | FA Cup   | FA Cup | FA Cup      | FA Cup     | League Cup | League Cup | League Cup  | League Cup | Totale   | Totale | Totale      | Totale     |
| Giocatore     | Presenze       | Reti           | Ammonizioni    | Espulsioni     | Presenze | Reti   | Ammonizioni | Espulsioni | Presenze   | Reti       | Ammonizioni | Espulsioni | Presenze | Reti   | Ammonizioni | Espulsioni |
| ------------- | -------------- | -------------- | -------------- | -------------- | -------- | ------ | ----------- | ---------- | ---------- | ---------- | ----------- | ---------- | -------- | ------ | ----------- | ---------- |
| R. Aït-Nouri  | 33             | 2              | 7              | 0              | 3        | 1      | 1           | 0          | 2          | 0          | 0           | 0          | 38       | 3      | 8           | 0          |
| J. Bellegarde | 22             | 2              | 0              | 0              | 4        | 0      | 0           | 0          | 0          | 0          | 0           | 0          | 26       | 2      | 0           | 0          |
| D. Bentley    | 5              | -7             | 0              | 0              | 0        | 0      | 0           | 0          | 2          | -3         | 0           | 0          | 7        | -10    | 0           | 0          |
| H. Bueno      | 21             | 0              | 1              | 0              | 2        | 1      | 0           | 0          | 2          | 0          | 0           | 0          | 25       | 1      | 1           | 0          |
| S. Bueno      | 13             | 0              | 1              | 0              | 4        | 0      | 1           | 0          | 1          | 0          | 0           | 0          | 18       | 0      | 2           | 0          |
| T. Chirewa    | 8              | 0              | 1              | 0              | 2        | 0      | 0           | 0          | 0          | 0          | 0           | 0          | 10       | 0      | 1           | 0          |
| L. Chiwome    | 3              | 0              | 0              | 0              | 1        | 0      | 0           | 0          | 0          | 0          | 0           | 0          | 4        | 0      | 0           | 0          |
| M. Cunha      | 31             | 12             | 7              | 0              | 3        | 2      | 0           | 0          | 1          | 0          | 1           | 0          | 35       | 14     | 8           | 0          |
| C. Dawson     | 25             | 0              | 7              | 0              | 3        | 0      | 0           | 0          | 0          | 0          | 0           | 0          | 28       | 0      | 7           | 0          |
| M. Doherty    | 30             | 1              | 2              | 0              | 5        | 0      | 0           | 0          | 2          | 2          | 0           | 0          | 37       | 3      | 2           | 0          |
| T. Doyle      | 26             | 0              | 2              | 0              | 5        | 1      | 0           | 0          | 1          | 0          | 0           | 0          | 32       | 1      | 2           | 0          |
| N. Fraser     | 7              | 0              | 1              | 0              | 2        | 1      | 0           | 0          | 2          | 1          | 0           | 0          | 11       | 2      | 1           | 0          |
| J. Hodge      | 0              | 0              | 0              | 0              | 1        | 0      | 0           | 0          | 1          | 0          | 0           | 0          | 2        | 0      | 0           | 0          |
| João Gomes    | 34             | 2              | 11             | 0              | 3        | 0      | 0           | 1          | 1          | 0          | 0           | 0          | 38       | 2      | 11          | 1          |
| E. González   | 1              | 0              | 0              | 0              | 0        | 0      | 0           | 0          | 0          | 0          | 0           | 0          | 1        | 0      | 0           | 0          |
| H. Griffiths  | 0              | 0              | 0              | 0              | 0        | 0      | 0           | 0          | 1          | 0          | 0           | 0          | 1        | 0      | 0           | 0          |
| H.C. Hwang    | 29             | 12             | 6              | 0              | 1        | 0      | 0           | 0          | 1          | 1          | 1           | 0          | 31       | 13     | 7           | 0          |
| Jonny         | 1              | 0              | 0              | 0              | 0        | 0      | 0           | 0          | 2          | 0          | 0           | 0          | 3        | 0      | 0           | 0          |
| S. Kalajdžić  | 11             | 2              | 0              | 0              | 0        | 0      | 0           | 0          | 2          | 1          | 1           | 0          | 13       | 3      | 1           | 0          |
| M. Kilman     | 38             | 2              | 7              | 0              | 5        | 0      | 1           | 0          | 1          | 0          | 0           | 0          | 44       | 2      | 8           | 0          |
| M. Lemina     | 35             | 4              | 10             | 1              | 4        | 1      | 0           | 0          | 0          | 0          | 0           | 0          | 39       | 5      | 10          | 1          |
| N. Lemina     | 0              | 0              | 0              | 0              | 0        | 0      | 0           | 0          | 0          | 0          | 0           | 0          | 0        | 0      | 0           | 0          |
| P. Neto       | 20             | 2              | 4              | 0              | 4        | 1      | 1           | 0          | 0          | 0          | 0           | 0          | 24       | 3      | 5           | 0          |
| M. Nunes      | 2              | 0              | 2              | 1              | 0        | 0      | 0           | 0          | 0          | 0          | 0           | 0          | 2        | 0      | 2           | 1          |
| A. Pond       | 0              | 0              | 0              | 0              | 0        | 0      | 0           | 0          | 1          | 0          | 0           | 0          | 1        | 0      | 0           | 0          |
| J. Sá         | 35             | -57            | 1              | 0              | 5        | -6     | 0           | 0          | 0          | 0          | 0           | 0          | 40       | -63    | 1           | 0          |
| P. Sarabia    | 30             | 4              | 5              | 0              | 4        | 0      | 2           | 0          | 2          | 0          | 0           | 0          | 36       | 4      | 7           | 0          |
| N. Semedo     | 36             | 0              | 10             | 1              | 5        | 1      | 1           | 0          | 0          | 0          | 0           | 0          | 41       | 1      | 11          | 1          |
| F. Silva      | 8              | 0              | 2              | 0              | 0        | 0      | 0           | 0          | 2          | 1          | 0           | 0          | 10       | 1      | 2           | 0          |
| Toti          | 35             | 1              | 7              | 0              | 5        | 0      | 0           | 0          | 2          | 1          | 0           | 0          | 42       | 2      | 7           | 0          |
| B. Traoré     | 24             | 0              | 4              | 0              | 1        | 0      | 0           | 0          | 2          | 0          | 1           | 0          | 27       | 0      | 5           | 0          |